# Эгал, Али Сугуле
Али Сугуле Эгал (сомал. Ali Sugule Egal; араб. علي سوغلي عيقال‎; 1936, Харгейса, Британское Сомали — 12 января 2016, Абу-Даби) — сомалийский композитор, поэт, драматург, продюсер.

## Биография
Али Сугуле Эгал родился в 1936 году в городе Харгейса в Британском Сомали (сейчас Сомалиленд).
В конце 1950-х годов основал первую в Сомали музыкальную группу «Харгейса Бразерс».
Стал известен как композитор в 1960-е годы после обретения независимости Сомали, написав популярные патриотические песни в национальном стиле, которые «считаются гимнами национальной гордости».
Кроме того, по некоторым данным, продюсировал некоторых успешных исполнителей Сомали.
Несколько раз был арестован в период правления Мохамеда Сиада Барре за антиправительственные стихи, пьесы и песни.
Во время гражданской войны в Сомали перебрался в ОАЭ и фактически прекратил творческую работу, однако периодически участвовал в мероприятиях, проводившихся сомалийской диаспорой.
Эгала считают ключевой фигурой сомалийской культуры. Президент Сомалиленда Ахмед Силаньо назвал его столпом искусства и литературы.
Умер 12 января 2016 года в больнице Абу-Даби. Похоронен в Харгейсе с государственными почестями.

## Семья
Был женат, имел десять детей — двух сыновей и восемь дочерей.